# St. Georg Klinikum Eisenach
Das St. Georg Klinikum Eisenach, ein Akademisches Lehrkrankenhaus der Universität Jena mit Sitz in Eisenach, ist ein Krankenhaus der regional intermediären Versorgung (ein Krankenhaus der Schwerpunktversorgung) mit teilweise überregionalem Versorgungsauftrag. Namensgebend ist der Eisenacher Stadtheilige Sankt Georg.
Die Behandlungsangebote gliedern sich in 15 chefärztlich geleitete Kliniken in den Fachgebieten Innere Medizin, Neurologie, Chirurgie, interventionelle Radiologie, Orthopädie, Urologie, Gynäkologie und Geburtshilfe, Pädiatrie, Anästhesiologie und Psychiatrie. Da St. Georg Klinikum Eisenach betreibt eine eigene Pflegeschule mit 50 Ausbildungsplätzen pro Ausbildungsjahr. Dem Klinikum ist ein Medizinisches Versorgungszentrum angegliedert. 
Das Klinikum versorgt jährlich 23.000 stationäre und mehr als 24.000 ambulante Patienten. Es betreibt 500 Betten, davon eine psychiatrische Tagesklinik mit 68 Plätzen. Als kirchliche Einrichtung gehört es dem Diakonischen Werk der Evangelischen Kirche Mitteldeutschland an. Im Klinikum und seinen Tochtergesellschaften, dem Medizinische Versorgungszentrum Eisenach und der St. Georg Servicegesellschaft, sind mehr als 1300 Menschen für das Wohl der Patientinnen und Patienten tätig. Somit gehört das St. Georg Klinikum zu den größten Arbeitgebern und Ausbildern in der Region.
Neben dem Universitätsklinikum Jena gehört das St. Georg Klinikum Eisenach zu den ersten Krankenhäusern in Thüringen, die roboter-assistierte Eingriffe anbieten. Das St. Georg Klinikum Eisenach stellt auf seiner Webseite sein Organigramm öffentlich, und transparent dar.

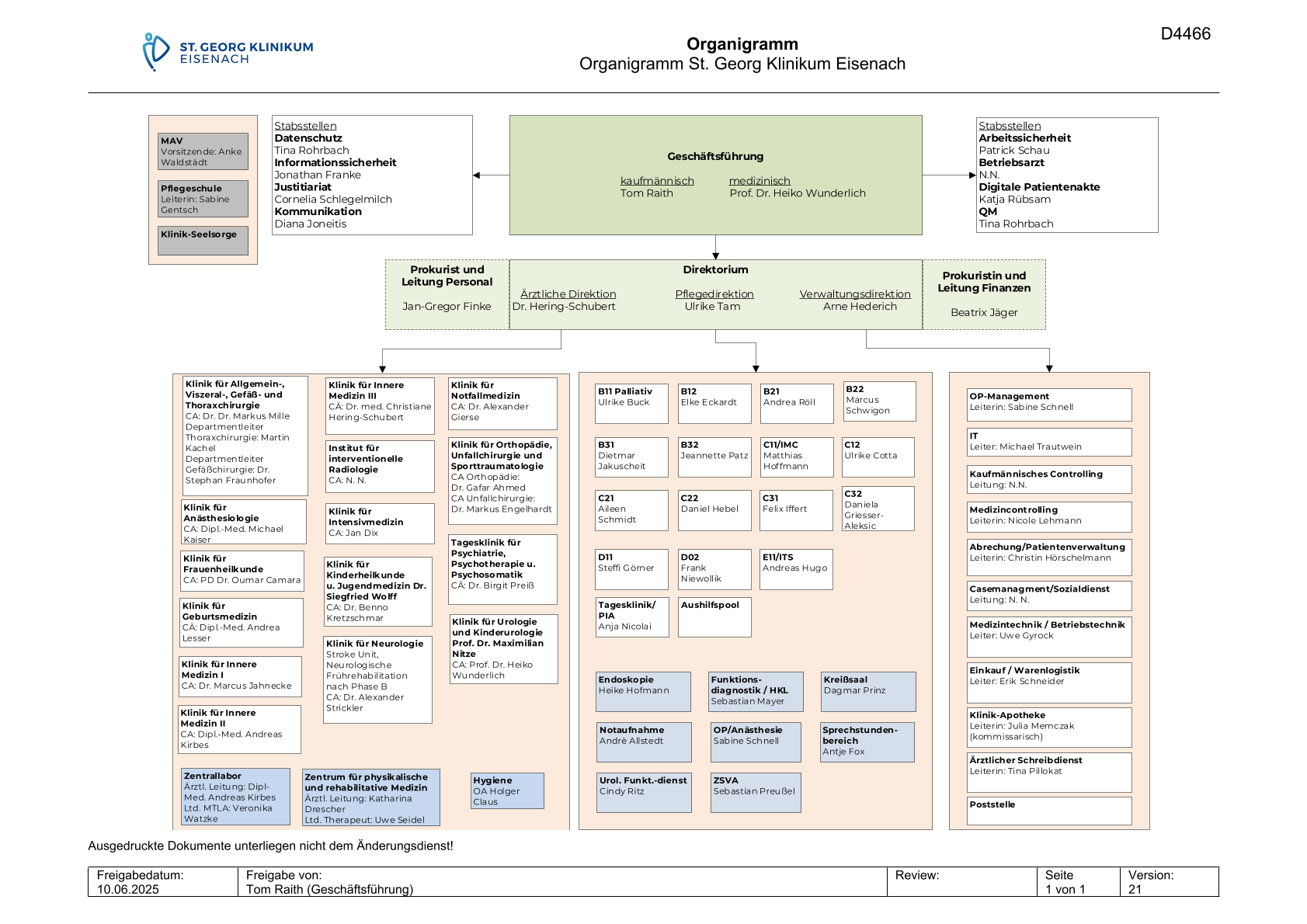
Das Organigramm des St. Georg Klinikum Eisenach

## Geschichte

### Städtisches Krankenhaus und Wartburg-Klinikum
Die Anfänge der medizinischen Versorgung und des heutigen St. Georg Klinikums Eisenach gehen auf das Jahr 1789 zurück. Damals eröffnete das erste städtische Siechenhaus an der Clemensstraße. 115 Jahre später, 1902–1904, wurde ein neues Städtisches Krankenhaus mit 68 Betten an der Mühlhäuser Straße erbaut. Im Laufe der Jahre wurde das Krankenhaus mehrmals erweitert und saniert, aber auch in den Weltkriegen beschädigt, wodurch das Krankenhaus erst im Jahr 1950 mit über 500 Betten wieder seinen normalen Betrieb aufnehmen konnte.
1963 wurde aus dem städtischen Krankenhaus das Kreiskrankenhaus für den Kreis Eisenach, welches ein Jahr später das Gebäude des ehemaligen Haftkrankenhauses von Eisenach übernahm. Im Jahr 1994 wurde das Kreiskrankenhaus Eisenach in die gemeinnützige „Wartburg Klinikum Eisenach gGmbH“ umgewandelt.

### Christliche Krankenhäuser
Nahezu parallel entwickelten sich in Eisenach zwei konfessionelle Krankenhäuser. Als erstes davon eröffnete 1878 das „evangelische Krankenhaus“ in der Schillerstraße im Stadtzentrum und während des Ersten Weltkrieges nahm im nebenan liegenden „katholischen Schwesternhaus“ das katholische Krankenhaus als zweites konfessionelles Krankenhaus seinen Betrieb auf. Das bedeutete das Ende 1928 zwei gleichrangige nebeneinander in der Innenstadt liegende Krankenhäuser mit je 100 Betten die Bevölkerung von Eisenach versorgten.
Träger des evangelischen Krankenhauses war die Diakonissenhausstiftung Eisenach, und der Träger des katholischen Krankenhauses war die Kongregation der Grauen Schwestern von der heiligen Elisabeth in Eisenach. Am 1. Januar 1994 schlossen sich die beiden Krankenhäuser zur gemeinnützigen ökumenischen „Christliches Krankenhaus Eisenach gGmbH“ zusammen.

### Fusion zum St. Georg-Klinikum
Damit weiterhin die Durchführung eines modernen und zukunftsweisenden Klinikbetriebes gesichert war, erfolgte 2002 die Fusion der beiden Eisenacher Krankenhäuser. Daraus entstand am 1. April 2002 die heutige „St. Georg Klinikum Eisenach gGmbH“ und somit das St. Georg Klinikum Eisenach.

## Gebäude
Das St. Georg Klinikum ist heute am Standort Mühlhäuser Straße 94 konzentriert, der seit 2002 kontinuierlich baulich erweitert wurde. Die Gebäude des christlichen Krankenhauses in der Schillerstraße werden überwiegend als Praxen nachgenutzt. Der in den 1920er Jahren errichtete Südflügel des Krankenhauses in der Mühlhäuser Straße steht unter Denkmalschutz. Das frühere Haftkrankenhaus auf der Westseite der Mühlhäuser Straße wurde Ende der 2000er Jahre aufgegeben und abgerissen.

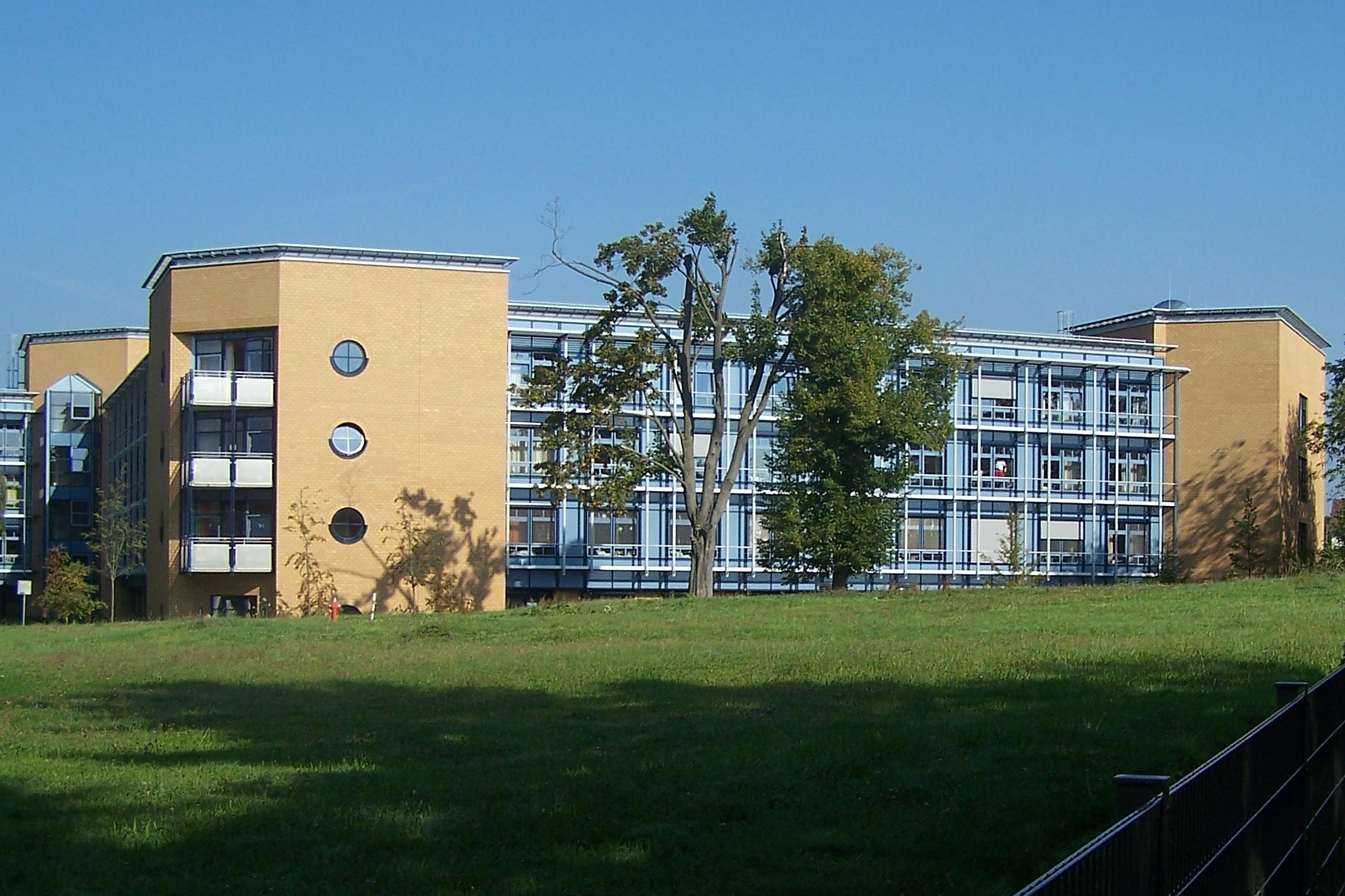
St. Georg-Klinikum
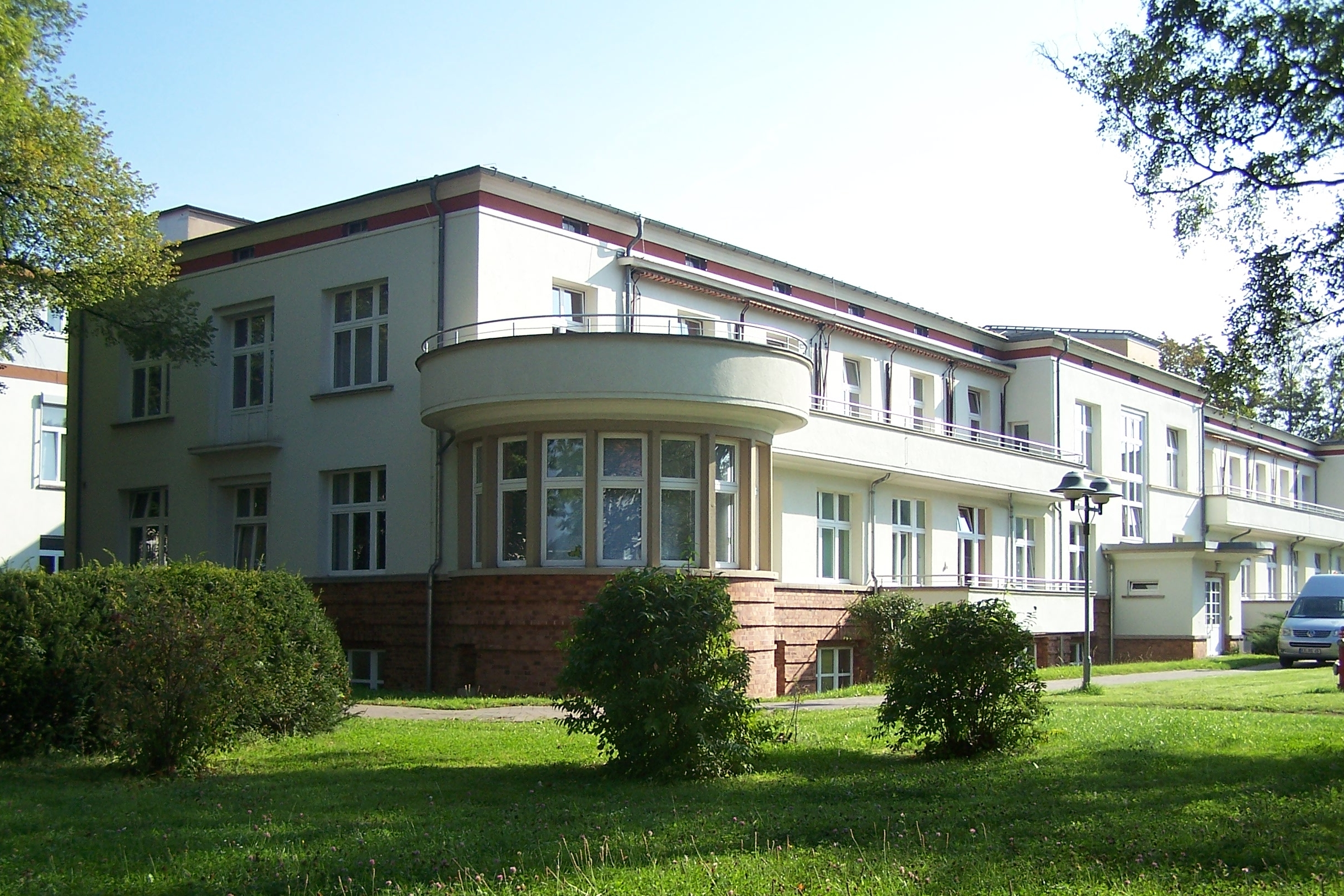
Der denkmalgeschützte Südflügel in der Mühlhäuser Straße
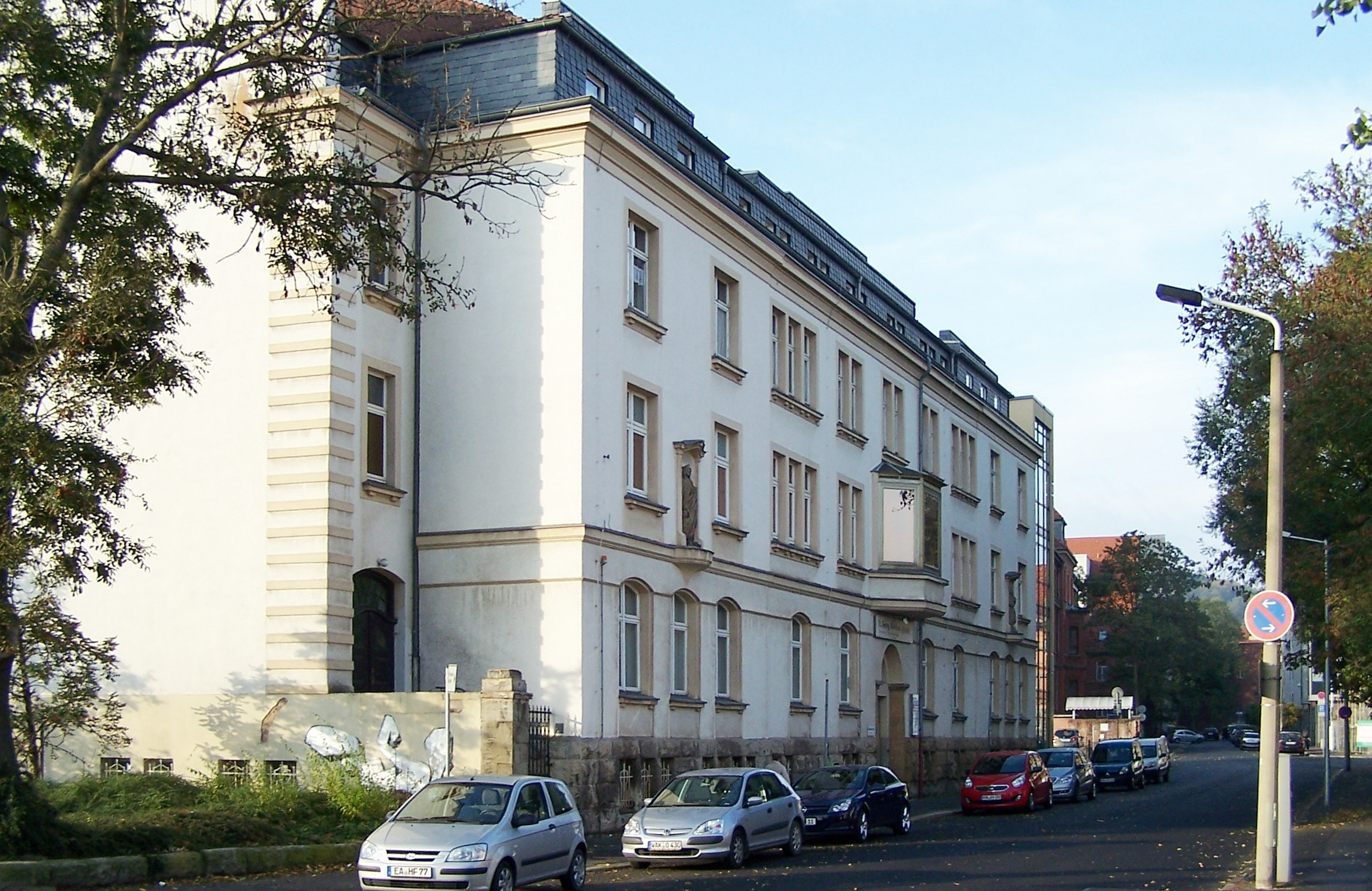
Ehemaliges katholisches Krankenhaus in der Schillerstraße
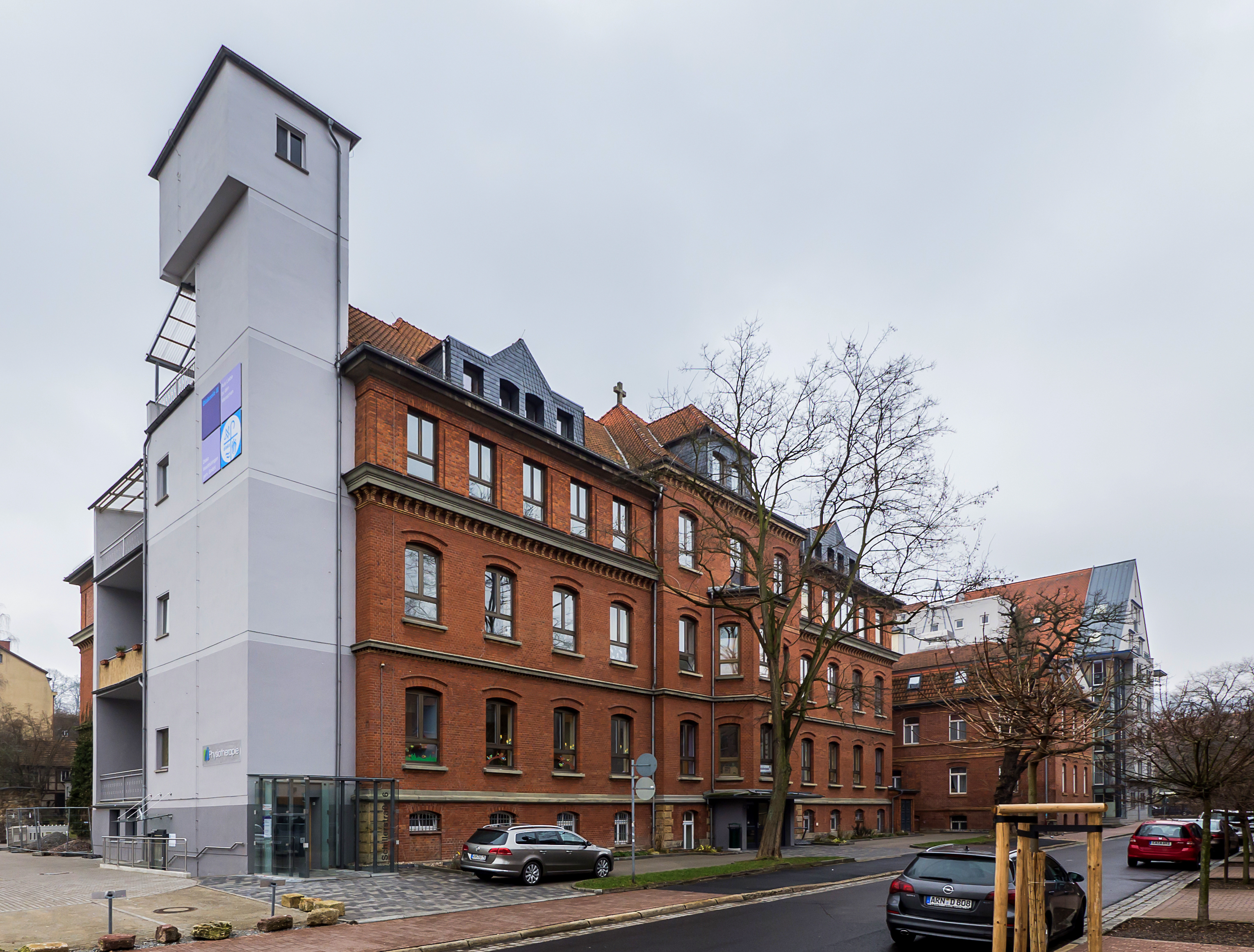
Ehemaliges Diakonissenkrankenhaus in der Schillerstraße
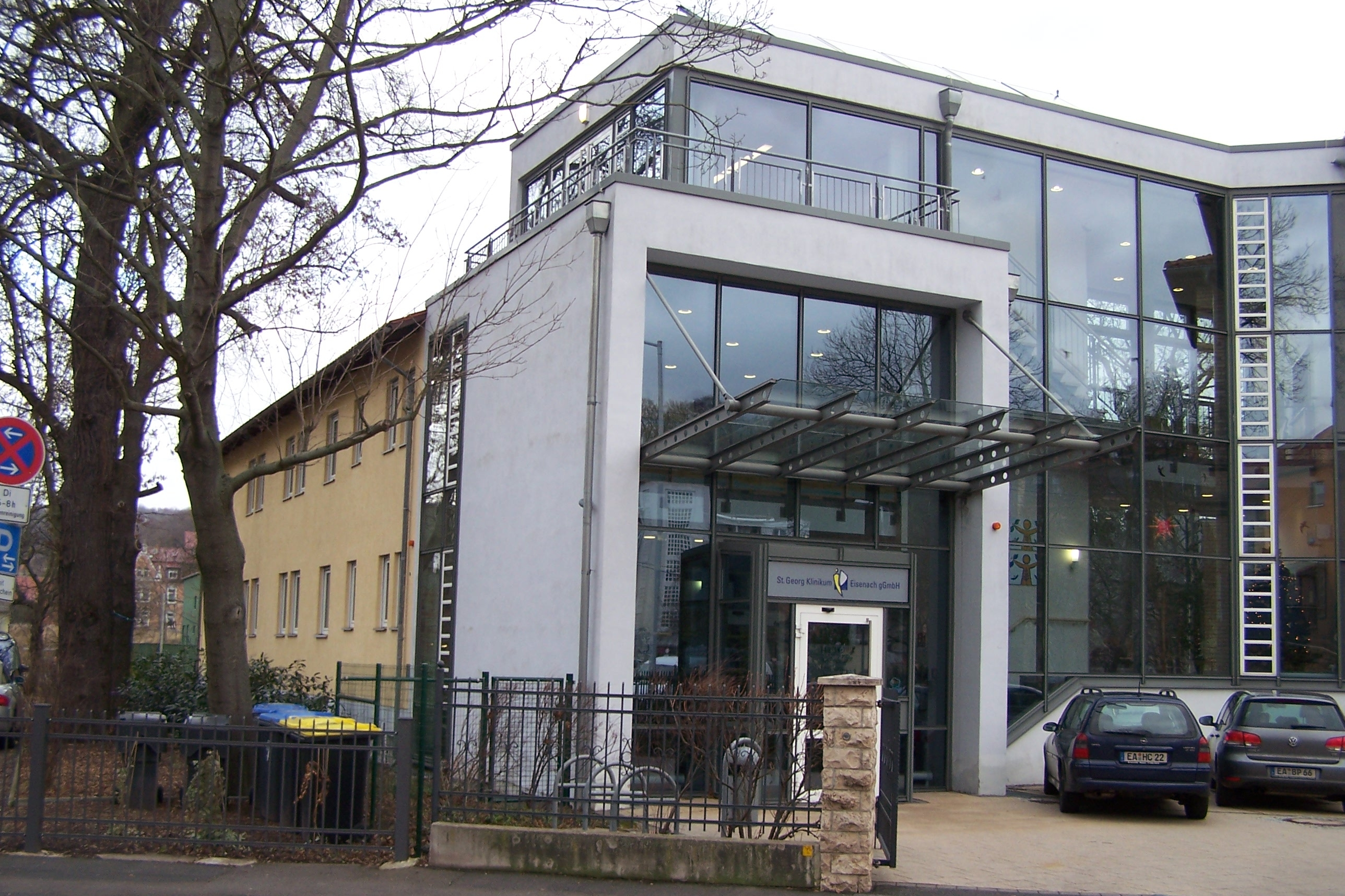
Tagesklinik für Psychiatrie in der Goethestraße
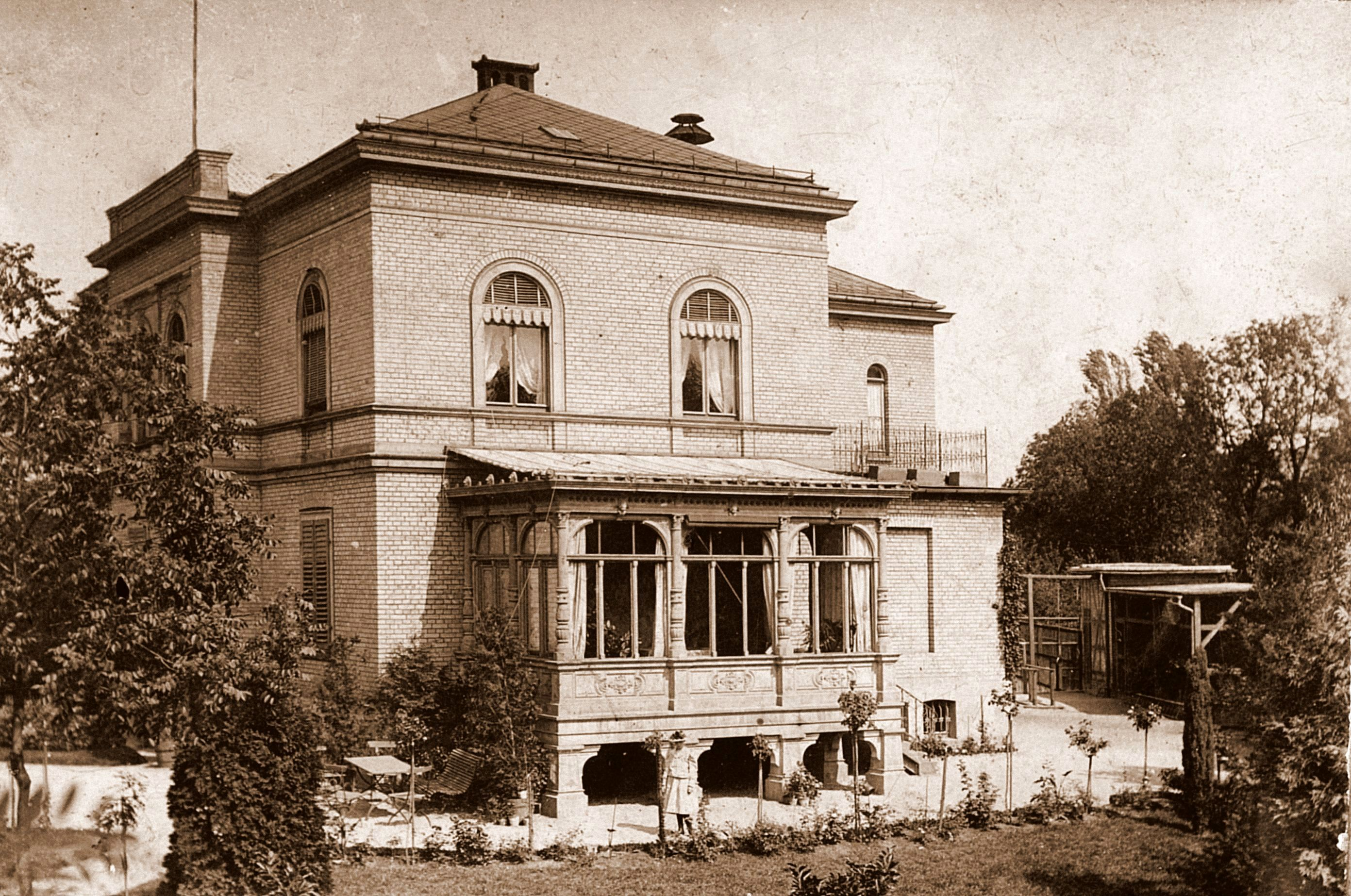
Stadtvilla des Kommerzienrats Albert Erbslöh 1913, heute Tagesklinik für Psychiatrie in der Goethestraße

## Daten und Einrichtungen

### Kliniken und Fachbereiche
Das Klinikum gliedert sich in 15 Kliniken:
- Klinik für Allgemein-, Viszeral-, Gefäß- und Thoraxchirurgie
- Klinik für Innere Medizin I (Kardiologie, Intermediate Care, Pneumologie, Infektiologie,  Beatmung)
- Klinik für  Innere Medizin II (Gastroenterologie, Endoskopie)
- Klinik für Innere Medizin III (Hämatologie, Onkologie, Palliativmedizin)
- Institut für Interventionelle Radiologie
- Klinik für Neurologie, klinische Neurophysiologie und Neurorehabilitation
- Klinik für Orthopädie, Unfallchirurgie und Sporttraumatologie
- Klinik für Gefäßmedizin
- Klinik für Frauenheilkunde
- Klinik für Geburtshilfe
- Klinik für Kinder- und Jugendmedizin
- Klinik für Urologie und Kinderurologie
- Klinik für Anästhesie und Intensivmedizin
- Klinik für Notfallmedizin
- Tagesklinik für Psychiatrie/Psychotherapie und Psychosomatik

## Zertifizierungen und Zentren

### Robotikzentrum
Am St. Georg Klinikum Eisenach haben sich die vier Fachbereiche Allgemein- und Viszeralchirurgie, Gynäkologie, Urologie sowie Thoraxchirurgie in einem interdisziplinären Robotikzentrum zusammengeschlossen. Dieses Zentrum ermöglicht hochmoderne, roboter-assistierte Operationen in allen genannten Disziplinen. Die fortschrittliche Technologie des Robotikzentrums erlaubt es Spezialisten, gemeinsam an einem Patienten zu operieren, was eine besonders präzise und umfassende Versorgung gewährleistet. 
Seit 2019 werden chirurgische Eingriffe mit dem daVinci® Xi-Operationssystem durchgeführt, dem derzeit modernsten System für minimalinvasive Hochpräzisionschirurgie. Seit 2024 steht unseren Patientinnen und Patienten zudem der da Vinci® SP (Single Port) zur Verfügung.

### Zertifizierte Zentren
- Perinatalzentrum Level 2
- UroOnkologisches Zentrum (Niere, Harnblase, Prostata)
- Regionale Stroke-Unit (Deutsche Schlaganfallgesellschaft, ESO)
- MS-Zentrum (DMSG)
- Ausbildungszentrum der DGKN (Deutsche Gesellschaft für klinische Neurophysiologie) für EEG und EMG
- AltersTraumazentrum (ATZ)
- Regionales Traumazentrum (RTZ)
- Darmkrebszentrum Eisenach (zertifiziert durch die Deutsche Krebsgesellschaft)
- Beratungsstelle der Deutschen Kontinenzgesellschaft
- Chest Pain Unit
- Regionales Traumazentrum
- „Zertifizierte Babyfreundliche Geburtsklinik“ (nach WHO und UNICEF)

### Weitere Zertifizierungen
- zertifizierte Intensivstation
- Weiterbildungszertifikat „Weiterbildung Plus“ der Landesärztekammer Thüringen

### Weitere Zentren und Angebote
- Kinderurologisches Zentrum
- Neuro-Urologisches Zentrum
- Andrologisches Zentrum
- Nebennierenzentrum
- Endourologisches Zentrum
- Beratungsstelle der Deutschen Kontinenzgesellschaft
- Epilepsieschwerpunkt mit Epilepsiefachassistenz (EFA)
- Parkinsonschwerpunkt mit Parkinsonkomplexbehandlung
- Neuromuskulärer Schwerpunkt mit Ermächtigungssprechstunde
- Robotikzentrum Eisenach
- Hospitationszentrum für robotische Eingriffe in der Viszeralchirurgie

## Medizinisches Versorgungszentrum
Das MVZ ist ein Tochterunternehmen des St. Georg Klinikums Eisenach. Durch den Zusammenschluss der verschiedenen Facharztpraxen leistet sie einen wichtigen Beitrag bei der ambulanten Versorgung und fördert die Vernetzung des ambulanten mit dem stationären Sektor.
Für die Patienten bringt dieses Behandlungsangebot kurze Wege und den Vorteil einer fachübergreifenden Kommunikation zwischen den verschiedenen Fachrichtungen.
Die niedergelassenen Ärzte erhalten für Ihre Patienten zuverlässig und schnell eine fachärztliche Unterstützung
Fachbereiche
- Gynäkologie und Geburtshilfe
- Urologie
- Kinderurologie
- Hämatologie/Onkologie
- Innere/Pneumologie
- Allgemeinmedizin
- Dermatologie
- Pädiatrie
- Neurologie
- Orthopädie
- Kardiologie
- Augenheilkunde
- Chirurgie
- Psychiatrie/Psychotherapie
- Schwerpunktpraxis Geriatrie
- Strahlentherapie
- Gastroenterologie